# Amphoe Hua Taphan
Amphoe Hua Taphan (Thai: อำเภอ หัวตะพาน) ist ein Landkreis (Amphoe – Verwaltungs-Distrikt) im Südwesten der  Provinz Amnat Charoen. Die Provinz Amnat Charoen liegt im östlichen Teil der Nordostregion von Thailand, dem so genannten Isan.

## Geographie
Benachbarte Amphoe sind vom Norden aus gezählt: die Amphoe Mueang Amnat Charoen und Lue Amnat der Provinz Amnat Charoen, die Amphoe Muang Sam Sip und Khueang Nai in der Ubon Ratchathani Provinz sowie Amphoe Kham Khuean Kaeo und Amphoe Pa Tio in der Provinz Yasothon.

## Geschichte
Hua Taphan wurde am 15. August 1967 zunächst als Unterbezirk (King Amphoe) eingerichtet, indem die vier Tambon Hua Taphan, Kham Phra, Nong Kaeo und Kheng Yai vom heutigen Amphoe Mueang Amnat Charoen abgetrennt wurden. 
Am 17. November 1971 wurde Hua Taphan zum Amphoe heraufgestuft.
Im Jahr 1993 war Hua Taphan einer der Landkreise, aus denen die neue Provinz Amnat Charoen geschaffen wurde.

## Verwaltung

### Provinzverwaltung
Amphoe Hua Taphan ist in acht Tambon („Unterbezirke“ oder „Gemeinden“) eingeteilt, die sich weiter in 85 Muban („Dörfer“) unterteilen.
| Nr. | Name            | Thai       | Muban | Einw. |
| --- | --------------- | ---------- | ----- | ----- |
| 01. | Hua Taphan      | หัวตะพาน    | 09    | 6.090 |
| 02. | Kham Phra       | คำพระ      | 12    | 6.833 |
| 03. | Kheng Yai       | เค็งใหญ่     | 10    | 6.164 |
| 04. | Nong Kaeo       | หนองแก้ว    | 10    | 4.452 |
| 05. | Phon Mueang Noi | โพนเมืองน้อย | 12    | 7.008 |
| 06. | Sang Tho Noi    | สร้างถ่อน้อย  | 13    | 7.760 |
| 07. | Chik Du         | จิกดู่        | 12    | 6.701 |
| 08. | Rattanawari     | รัตนวารี     | 07    | 5.077 |

### Lokalverwaltung
Es gibt drei Kommunen mit „Kleinstadt“-Status (Thesaban Tambon) im Landkreis:
- Rattanawari Si Charoen (Thai: เทศบาลตำบลรัตนวารีศรีเจริญ) bestehend aus den Teilen der Tambon Hua Taphan, Rattanawari.
- Kheng Yai (Thai: เทศบาลตำบลเค็งใหญ่) bestehend aus dem kompletten Tambon Kheng Yai.
- Hua Taphan (Thai: เทศบาลตำบลหัวตะพาน) bestehend aus den Teilen der Tambon Hua Taphan, Nong Kaeo, Rattanawari.

Es gibt fünf Kommunen mit „Kommunalverwaltungsorganisation“-Status (Tambon-Verwaltungsorganisationen) im Landkreis:
- Kham Phra (Thai: องค์การบริหารส่วนตำบลคำพระ) bestehend aus dem kompletten Tambon Kham Phra.
- Nong Kaeo (Thai: องค์การบริหารส่วนตำบลหนองแก้ว) bestehend aus Teilen des Tambon Nong Kaeo.
- Phon Mueang Noi (Thai: องค์การบริหารส่วนตำบลโพนเมืองน้อย) bestehend aus dem kompletten Tambon Phon Mueang Noi.
- Sang Tho Noi (Thai: องค์การบริหารส่วนตำบลสร้างถ่อน้อย) bestehend aus dem kompletten Tambon Sang Tho Noi.
- Chik Du (Thai: องค์การบริหารส่วนตำบลจิกดู่) bestehend aus dem kompletten Tambon Chik Du.